# Огнева, Елена Дмитриевна
Еле́на Дми́триевна О́гнева (род. 24 июля 1944 года, пос. Гульрипш, Абхазская АССР, Грузинская ССР, СССР) — советский и украинский востоковед, буддолог и тибетолог, специалист по иконографии тибетского буддизма. Кандидат исторических наук (1979). Одна из авторов энциклопедий «Мифы народов мира» и «Православной энциклопедии», а также словарей «Атеистический словарь», «Мифологический словарь» и «Буддизм: словарь». 
Лауреат премии имени А. Е. Крымского НАН Украины (2013) за цикл работ «Философско-религиозные и научные традиции Востока в европейской культуре».

## Биография
Родилась 24 июля 1944 года в посёлке Гульрипш Абхазской АССР в семье военных. Детство прошло в Луцке.
В 1966 году окончила отделение тибетской филологии кафедры китайской филологии Восточного факультета ЛГУ имени А. А. Жданова. Здесь под руководством Б. И. Кузнецова она изучала тибетский язык, а под руководством Б. И. Панкратова — тибетскую иконографию.
Под руководством Л. Н. Меньшикова два года проходила стажировку в Ленинградском отделении Института востоковедения АН СССР. В дальнейшем там же работала старшим научно-техническим сотрудником в тибетском фонде рукописного отдела и принимала участие в его инвентаризации.
В 1975 году она вернулась в Луцк.
Окончила аспирантуру Отдела Древнего Востока Института востоковедения АН СССР, где в 1979 году под научным руководством доктора исторических наук, профессора Г. М. Бонгард-Левина защитила диссертацию на соискание учёной степени кандидата исторических наук по теме «Тибетский средневековый трактат по теории изобразительного искусства (исследование, перевод, комментарий, критический текст)».
До 1984 года была научным сотрудником в Институте рукописей г. Душанбе, а затем стала доцентом Восточноевропейского национального университета имени Леси Украинки и старшим научным сотрудником Института востоковедения имени А. Е. Крымского НАН Украины.

## Научная деятельность
В 1960-е — 1970-е годы, работая в Ленинградском отделении Института востоковедения АН СССР, участвовала в проведении крупной инвентаризации тибетского фонда, что позволило, в дальнейшем, сделать его доступным для исследователей. Свой опыт работы Огнева описала в 1983 году в своей статье по книжной культуре Тибета. В это же самое время по тибетским трактатам она занималась изучением буддийской иконографии, что стало основой, как для написания и последующей защиты кандидатской дессертации, так и подготовки ряда тематических научных статей. Кроме того, Огневой была подготовлена к изданию стенограмма Б. И. Панкратова, взятая из его личного фонда в АВ СПбФ ИВ РАН и посвящённая разбору работы Л. Н. Гумилёва «Старобурятская живопись». 
В середине 1980-х — начале 1990-х годов подготовила обширные статьи, посвящённые культуре празднования нового года и иных тибетских праздников.
В 2000-е годы проводила тибетологические исследования изучая собрания буддийских предметов и книг в ряде музеев Украины, среди которых Национальный музей искусств имени Богдана и Варвары Ханенко, Дом-музей имени Н. К. Рериха, Одесский муниципальный музей личных коллекций имени А. В. Блещунова, Музей восточных культур в Золочеве и музеи западного и восточного искусства в Одессе. Кроме того, она работала с коллекциями в картинных галереях Львова, Луганска и Сум. Среди описанных ей экспонатов — подарки, сделанные Далай-ламой XIII П. К. Козлову; тибетская танка на которой изображён Дже Цонкапа, ставшая подарком калмыков И. И. Мечникову в знак благодарности за помощь в борьбе с туберкулёзом; предметы входящие в собрание монголоведа и калмыковеда А. М. Позднеева. Также она участвовала подготовке коллективной монографии о буддийской металлической пластике (в основу которой легли собрания из Музея Востока), каталога собрания частного лица из России, и написала исследовательскую статью вошедшую в каталог коллекции о буддийской пластики из коллекции Музея антропологии и этнографии (Кунсткамера) РАН. Кроме того, работая в Москве Огнева провела большую работу по описанию собрания тибетских танок, которые принадлежали Ю. Н. Рериху.
В настоящее время наряду с востоковедением занимается изучением кириллических книги, культуры и литературы на Украине, включая творчество Леси Украинки. Создала в г. Устилуге единственный в мире Мемориальный музей-усадьбу И. Ф. Стравинского, как и выступила в качестве из соорганизатора международного фестиваля классической музыки «Стравинский и Украина», постоянно проходящего в Волынской области.

## Отзывы
Н. Л. Жуковская отмечает: «Буддизм, как оказалось, сближает особенно. Однако дело — не только в близости наших научных интересов. Елена Дмитриевна оказалась человеком тёплым, мягким, высокообразованным в разных аспектах не только восточной, но также российской и западноевропейской культуры. Это делало общение с ней всегда интересным и желательным… Во время её визитов в Москву она часто бывала у нас дома».
Т. Ю. Евдокимова указывает, что Огнева «человек, увлечённый работой, исследованиями по части востоковедения».

## Научные труды

### Монографии
- Ганевская Э. В., Дубровин А. Ф., Огнева Е. Д. Пять семей Будды: металл. скульптура сев. буддизма IX-XIX вв. из собр. ГМВ / М-во культуры Рос. Федерации. гос. науч.-исслед. ин-т реставрации, Гос. музей Востока. — М.: УРСС, 2004. — 365 с. : ил. ISBN 5-354-00561-2
- Огнєва О. Д. Східні стежини Лесі Українки. Луцьк, 2007. — 236 с.
- Огнева Е. Д. Боги снежных гор: музеи Украины: сакральное искусство в традиции тибетского буддизма : издание Одесского дома-музея имени Н. К. Рериха; вступ. слово... и пер. Е. Г. Петренко. — Одесса: Астропринт, 2008. — 204 с., [9] л. цв. ил. : ил. (Seria Buddhika). ISBN 978-966-190-036-2
- Огнева Е. Д. Боги снежных гор, огненно-жарких пустынь и прохладных лесов: изобразительное искусство тибетской традиции в музеях Одессы: путеводитель. — Одесса: Астропринт, 2010. — 70 с., [4] л. цв. ил. (Издание Одесского дома-музея имени Н. К. Рериха) (Seria Buddhica; вып. 3). ISBN 978-966-190-035-5
- Огнева Е. Д. Юрий Рерих и вопросы тибетской буддийской иконографии. — Одесса: Астропринт, 2017. — 82 с. (Издание Одесского дома-музея имени Н. К. Рериха) (Seria Buddhica; вып.6). ISBN 978-966-927-253-9

### Статьи
- Огнева Е. Д. Связь географических названий с именами горных божеств в тексте пятой главы тибетского эпоса о царе Гэсаре // Письменные памятники и проблемы истории культуры народов Востока. Тезисы докладов IV годичной научной сессии ЛО ИНА. Май 1968 года. — Ленинград, 1968. — C. 32—34.
- Огнева Е.Д. Роль хвалы в тибетском тексте // Письменные памятники и проблемы истории культуры народов Востока. XI годичная научная сессия ЛО ИВ АН СССР (краткие сообщения и автоаннотации). Часть 1. М.: ГРВЛ, 1975. — С. 118—121.
- Огнева Е. Д. Структура тибетского научного текста (1409 г.) (метод цитирования) // Письменные памятники и проблемы истории культуры народов Востока. XIV годичная научная сессия ЛО ИВ АН СССР (доклады и сообщения). Декабрь 1978 г. Часть 1. — М.: Наука, ГРВЛ, 1979. — С. 43—47.
- Огнева Е. Д. Книга в тибетской культуре // Актуальные проблемы философской и общественной мысли зарубежного Востока. Материалы Первого Всесоюзного координационного совещания. — Душанбе: «Дониш», 1983. — С. 202—211.
- Панкратов Б. И. Иконография тибетского буддизма (В связи с публикацией книги Л. Н. Гумилёва «Старобурятская живопись». Москва, «Искусство», 1975) / Публикация Е. Д. Огневой // Страны и народы Востока. Выпуск XXIX. Борис Иванович Панкратов. Монголистика. Синология. Буддология. — СПб.: Центр «Петербургское востоковедение», 1998. — С. 289—301.
- Огнева Е. Д. Буддийские коллекции в тибетской традиции на юге Украины (история собраний в музеях Одессы) // Страны и народы Востока. Вып. XXXV: коллекции, тексты и их «биографии». — М.: Наука — Восточная литература, 2014. — С. 226—246.

### Энциклопедии и словари
- Бон // Православная энциклопедия. — М., 2002. — Т. V : Бессонов — Бонвеч. — С. 685—689. — 39 000 экз. — ISBN 5-89572-010-2.
- Будон // Православная энциклопедия. — М., 2003. — Т. VI : Бондаренко — Варфоломей Эдесский[англ.]. — С. 323. — 39 000 экз. — ISBN 5-89572-010-2.
- Ганджур и Данджур // Православная энциклопедия. — М., 2005. — Т. X : Второзаконие — Георгий. — С. 406—407. — 39 000 экз. — ISBN 5-89572-016-1.
- Кагьюпа // Православная энциклопедия. — М., 2012. — Т. XXIX : К — Каменац. — С. 74—77. — 39 000 экз. — ISBN 978-5-89572-025-7.
- Кадампа // Православная энциклопедия. — М., 2012. — Т. XXIX : К — Каменац. — С. 77—80. — 39 000 экз. — ISBN 978-5-89572-025-7.
- Карма-кагьюпа // Православная энциклопедия. — М., 2013. — Т. XXXI : Каракалла — Катехизация. — С. 217—221. — 33 000 экз. — ISBN 978-5-89572-031-8.